# Steenkoolmijn van Winterslag

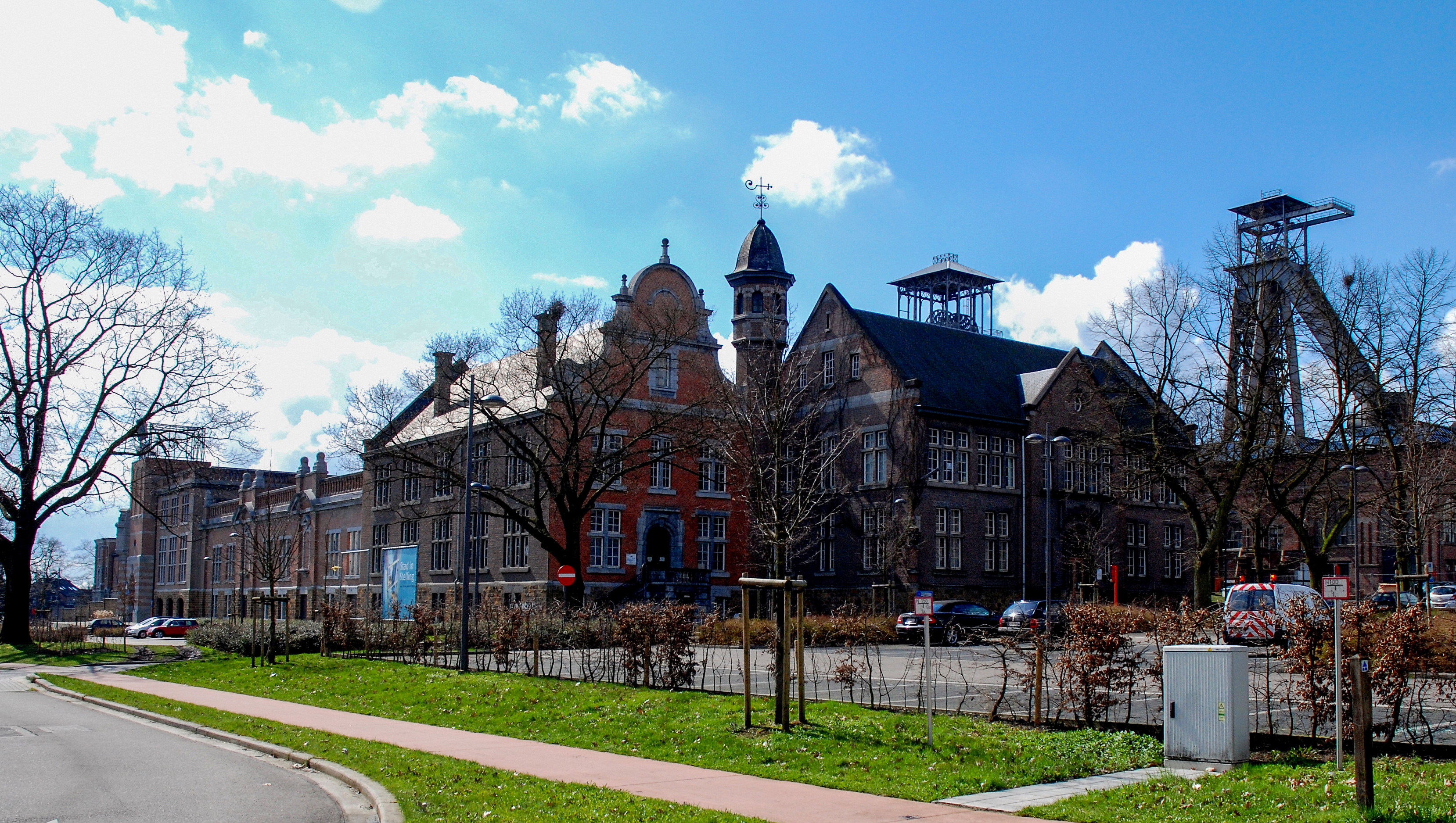
De vroegere steenkoolmijn van Winterslag

De Steenkoolmijn van Winterslag was een van de zeven mijnen van het Kempens steenkoolbekken in de Genkse wijk Winterslag. Winterslag was de eerste Limburgse mijn die in productie ging in 1917.

## Geschiedenis

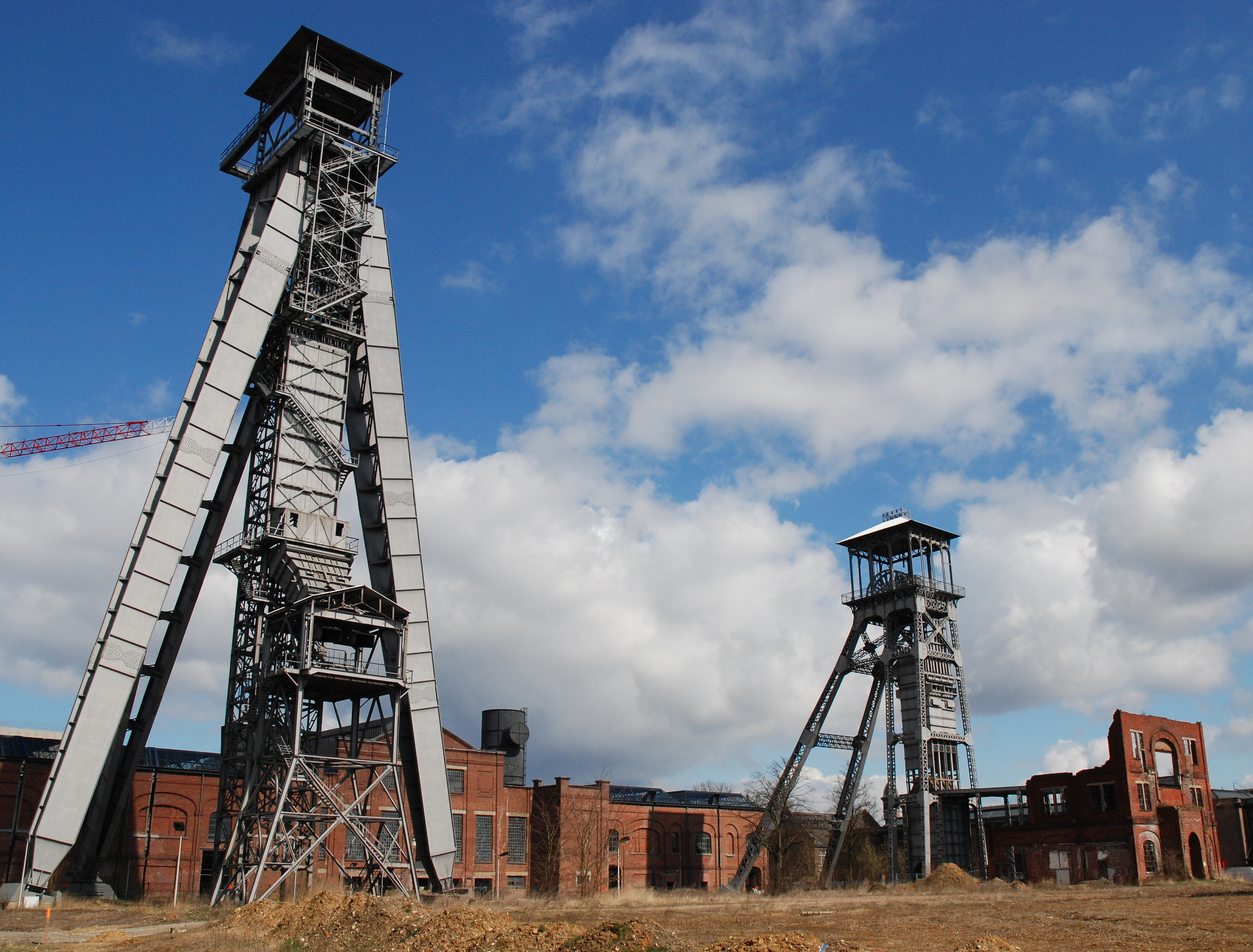
De driepotige schachtbok uit uit 1963, ter vervanging van een exemplaar uit 1915

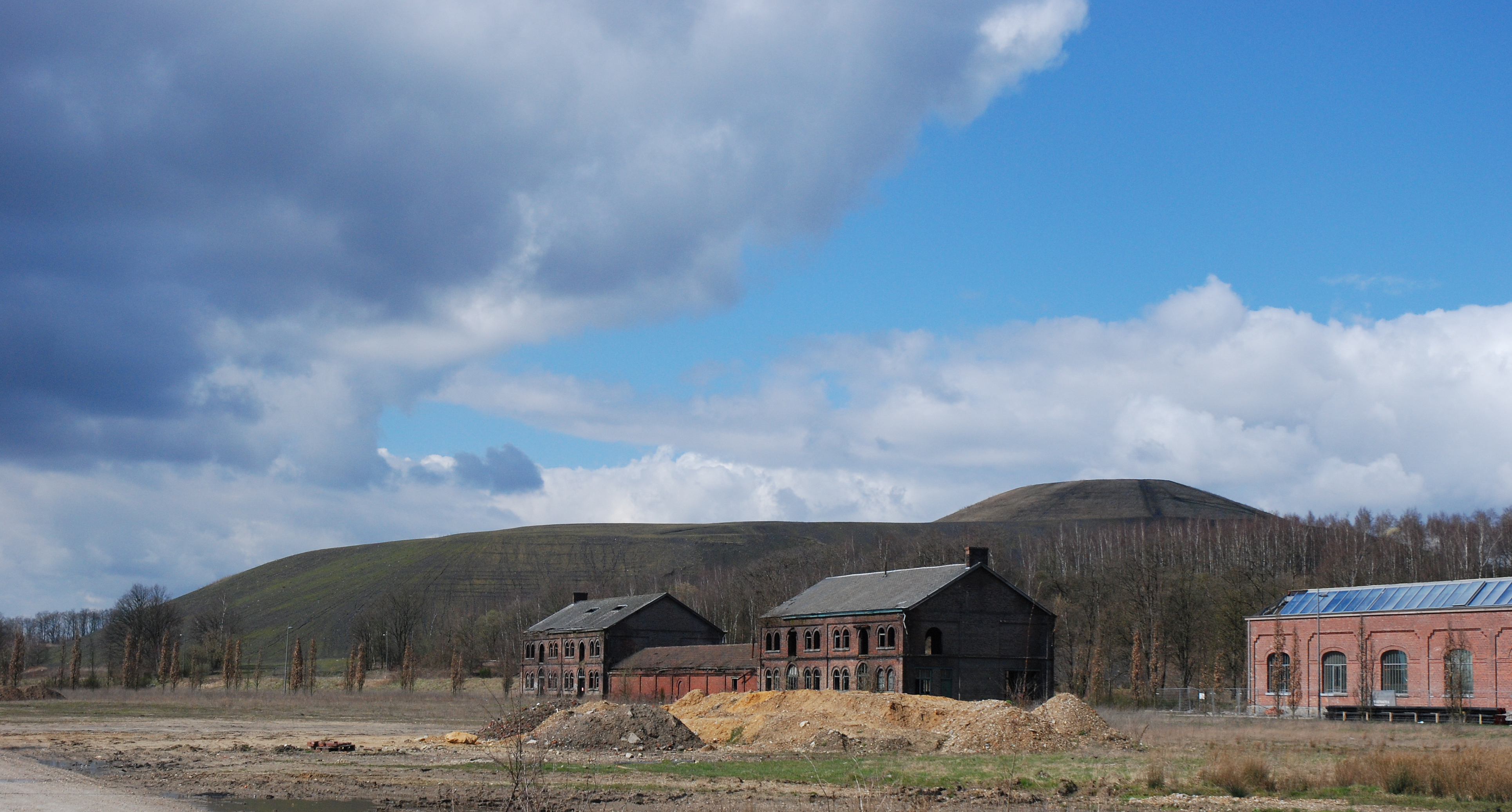
De terril

Na de ontdekking van steenkool in de Limburgse Kempen in 1901 vroegen verschillende industriële groepen een concessie voor de ontginning aan. Op 3 november 1906 werd een concessie met naam "Genck-Sutendael" van 3800 ha verleend aan 3 mijnpatroons uit Henegouwen en een groep rond een Limburgse baron. Die vertrouwden de uitbating toe aan een mijnconsortium rond Evence Coppée met de naam ‘Société anonyme des Charbonnages de Ressaix, Leval, Péronnes, St-Aldegonde et Genck’. Toen zich in 1912 een kapitaalsverhoging opdrong werd Franse metallurgiereus Schneider er bij gehaald in een nieuwe maatschappij: Société anonyme Charbonnages de Winterslag opgericht voor de uitbating van 960 ha van de deelconcessie 'Winterslag' (in 1931 werden de concessies weer samengevoegd). Belangrijkste aandeelhouders waren 'Charbonnages de Ressaix, een mijngroep uit het Bassin du Centre in Henegouwen, van eigenaar Evence Coppée en de Franse groep Schneider.
Coppée was ook een bouwer van cokesovens).
De afdieping van de schachten voor de exploitatie verliep voorspoedig. In Winterslag kreeg men niet af te rekenen met drijfzandhoudende lagen die in andere mijnen voor overstromingen zorgden. Op 28 juli 1914 werd net voor het uitbreken van de Eerste Wereldoorlog, de eerste brok steenkool uit schacht 1 boven gehaald. Onder de Duitse bezetting kon men min of meer verder gaan met de uitbouw van de mijn. In 1917 kon Winterslag, als eerste van de mijnen van het Kempens Bekken, in productie gaan.
Op de mijnsite staan nog steeds een aantal gebouwen die verwijzen naar het mijnverleden met onder meer de oudste en de meest recent gebouwde schachtbok in Limburg.
De mijn haalde in 1967 nog een jaarproductie van 1.635.514 ton. De totale mijnproductie bedroeg 66.593.000 ton. In 1953 was de tewerkstelling maximaal met 6250 mijnwerkers. De ondergrondse verdiepingen lagen op 600, 660, 735 en 850 m.
Op 31 maart 1988 sloot de steenkoolmijn definitief.
De mijnterril, 163 m hoog, werd omgevormd tot wandelgebied.
- De terril

## Reputatie
In de eerste productiejaren had Winterslag een slechte reputatie op het gebied van veiligheid met vele dodelijke ongevallen. Het treinvervoer (berlines die door lieren opgetrokken werden) maakte veel slachtoffers. In 1924 was er een mijngasontploffing met vijf doden te wijten aan de zeer vroeg ingevoerde elektrische motoren. Door de inspanningen van directeur-gerant Alexandere Dufrasne groeide Winterslag na de Tweede Wereldoorlog uit tot een van de veiligste mijnen. De woonwijk van mijn of mijncité, aangelegd door architect Adrien Blomme als tuinwijk, naar zijn plan uit 1912, werd al snel in heel België bekend.

## Paternalisme
Bij de uitbouw van de woonwijken voor de mijnwerkers werden de mijnen door de overheid verplicht om ook gemeenschapsvoorzieningen te voorzien en het paste in de paternalistische opvatting van de mijnen om voor het welzijn van de mijnwerkers in te staan. De mijn zorgde niet enkel voor scholen, ziekenhuis, sport- en ontspanningsvoorzieningen. Ook de geestelijke zorg paste in de patronale visie. Bij de mijncités in Winterslag bouwde de mijn in Winterslag in 1923-1925 de Heilig-Hartkerk. De neo-barokke kerk van architect Adrien Blomme, opgetrokken in natuursteen, wordt zoals andere grote kerken bij de Kempische mijnzetels wel een mijnkathedraal genoemd.

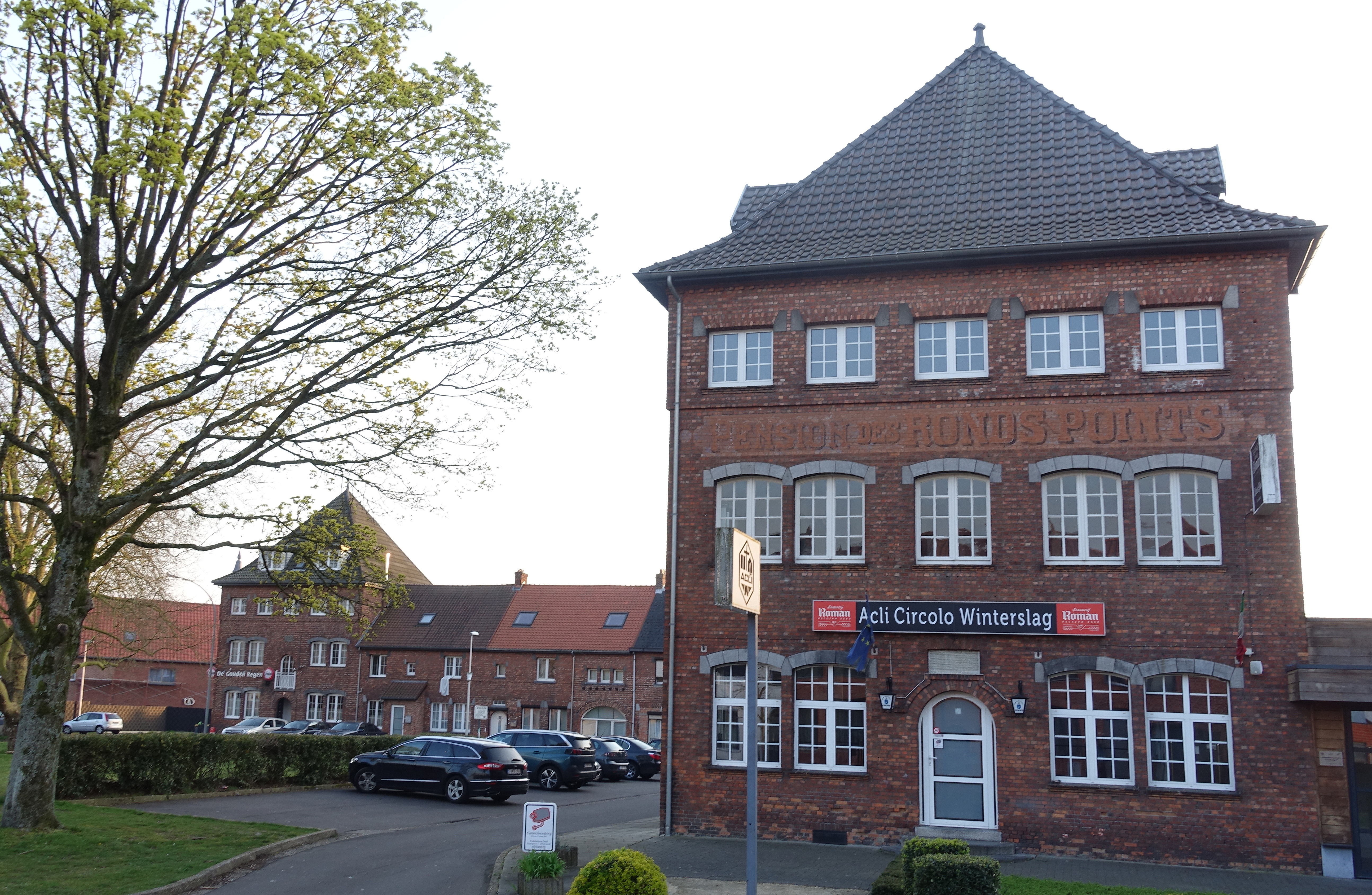
Logementshuis van de mijn uit 1919-1920)
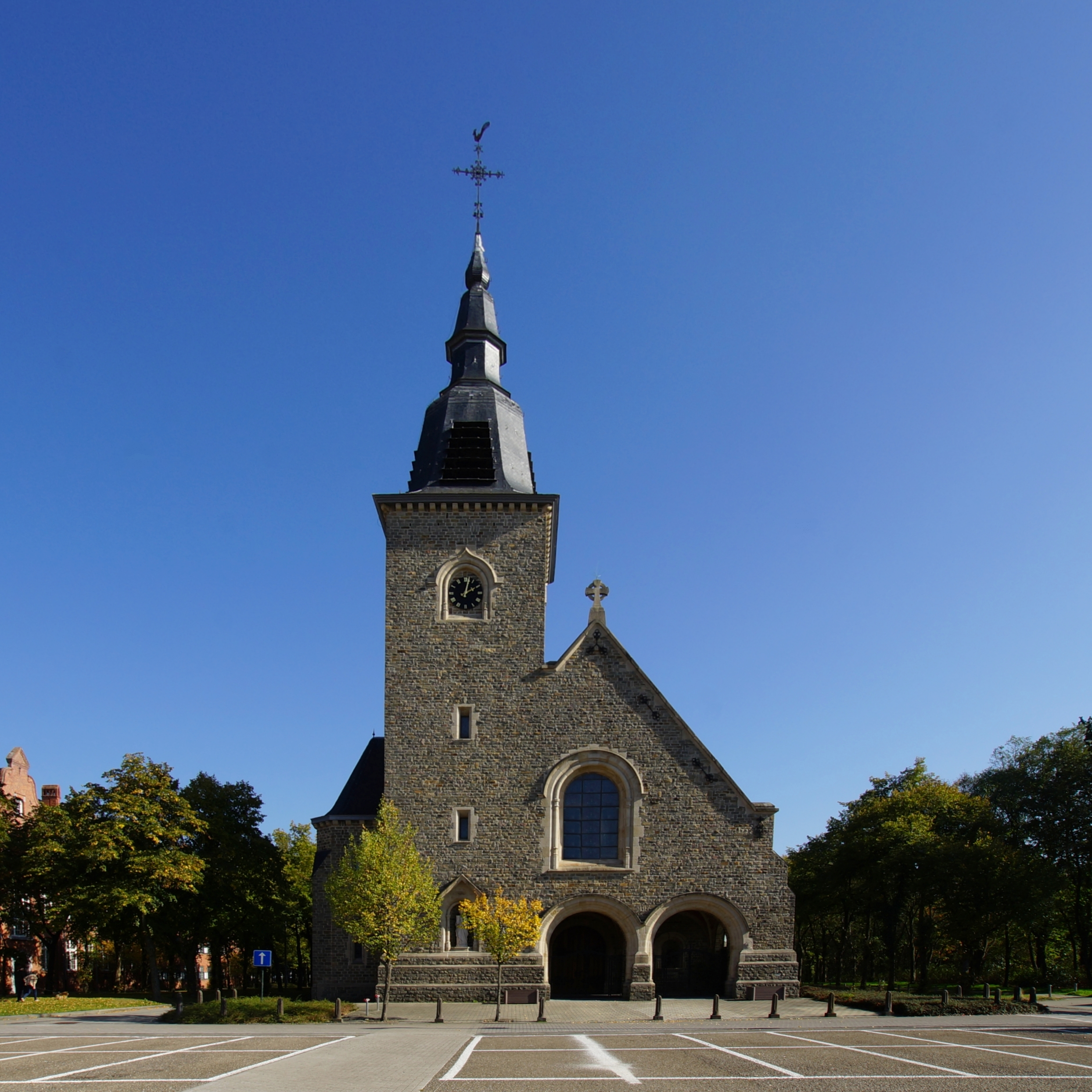
Heilig-Hartkerk gebouwd door de mijn
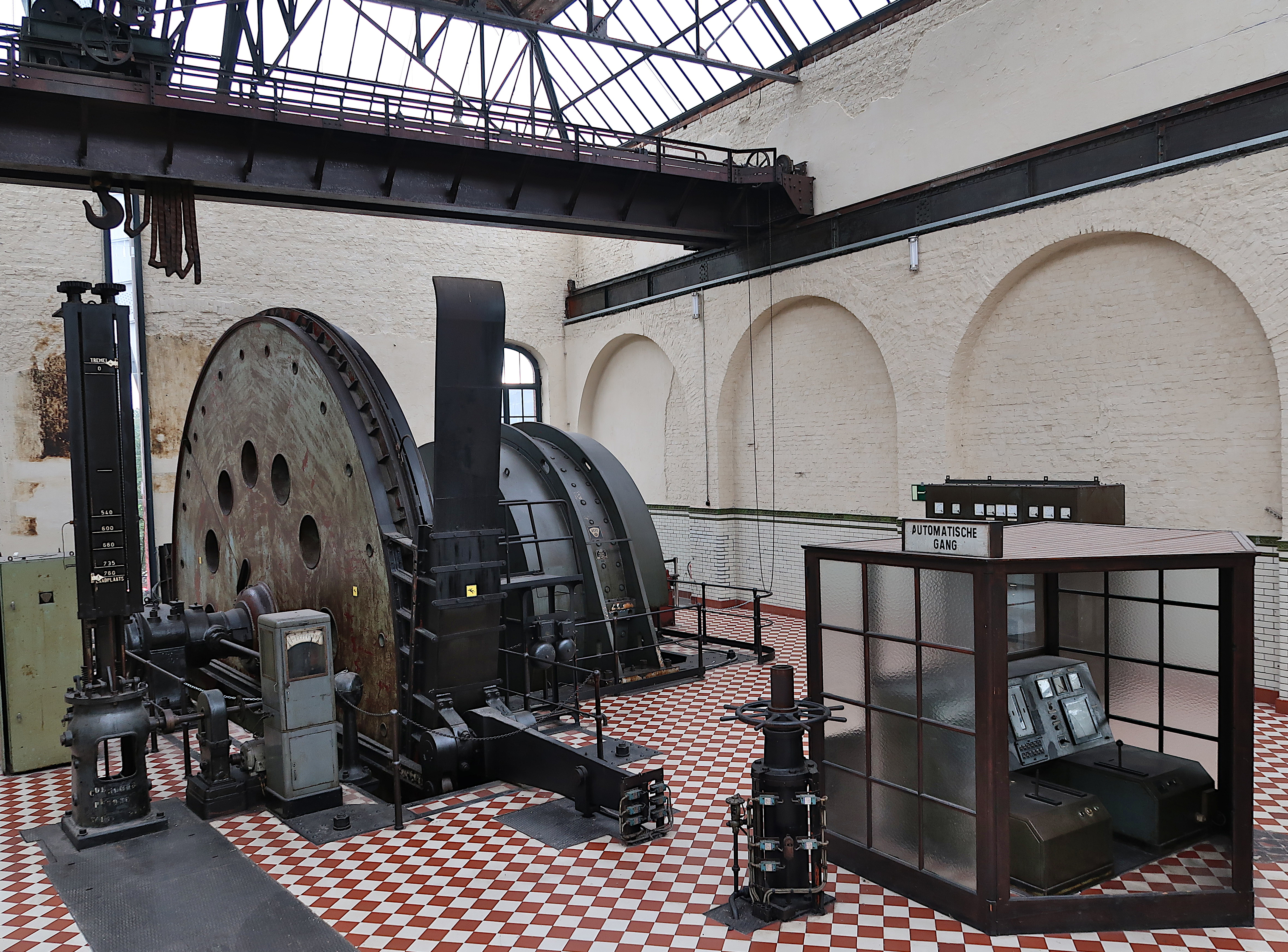
Ophaalmachine 1 van Schacht 1
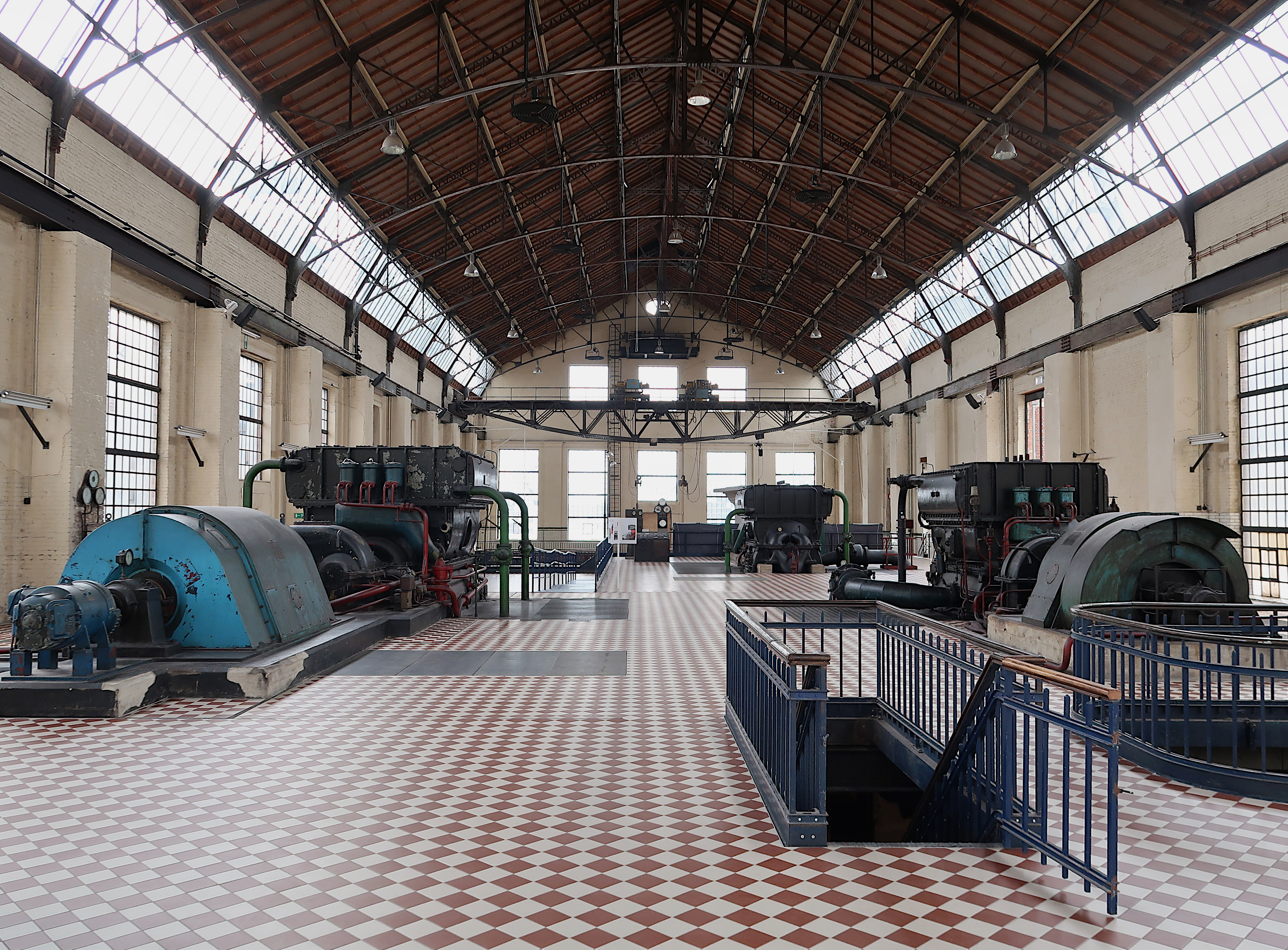
Compressorenzaal voor perslucht
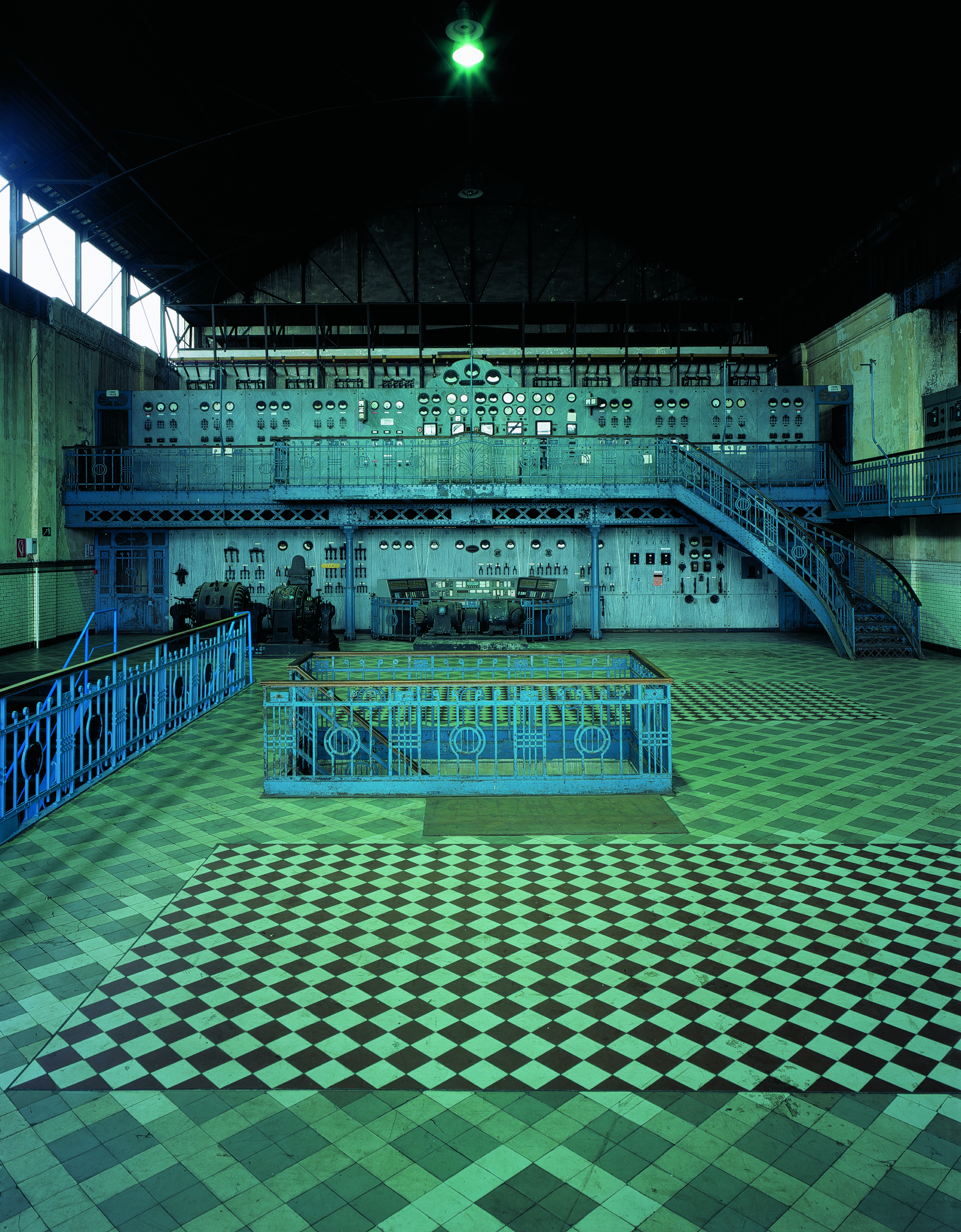
De Barenzaal, van de vroegere electriciteitscentrale

## Herbestemming
De mijnsite ligt op nog geen kilometer van het centrum van Genk. Gemeente Genk kocht de gebouwen voor het project C-Mine rond creatieve economie en educatie. Het cultureel centrum en ook de kunsthogeschool LUCA School of Arts vonden er een plaats samen met een bioscoop, bedrijven, ateliers en horeca. Een groot deel van het vroegere mijnterrein is herbestemd als bedrijventerrein.